# Bedlington terrier
El Bedlington terrier es una raza de perro que lleva el nombre del pueblo minero de Bedlington, Northumberland al noreste de Inglaterra. Se trata de un terrier que es conocido por su parecido con la oveja. Guarda una estrecha relación con el Dandie Dinmont Terrier y numerosas otras razas terrier, así como el Whippet y el Otterhound. Fue criado originalmente para cazar alimañas en las minas, y desde entonces ha sido utilizado en carreras y peleas de perros, así como en exposiciones caninas, numerosos  deportes caninos, y como perro de compañía.

## Historia
Desarrollado en el pueblo de Bedlington en Northumberland, el Bedlington Terrier ha sido descrito como «el compañero favorito de los mineros del norte». Eran conocidos originalmente como Rodbury Terriers, Rothbury Terriers, o Rothbury's Lambs, porque Lord Rothbury les había tomado un cariño especial a los perros. Antes de esto, se les conocía como «perros gitanos», porque los gitanos y los cazadores furtivos los usaban para cazar. La primera mención del terrier de Bedlington, o como se le conocía entonces, terrier Rothbury o Rodbury, fue en 1825, muy probablemente en La vida de James Allen, pero algunos pedigríes han sido rastreados con fechas tan lejanas como 1782. El padre de James, William Allen, era muy solicitado como cazador de nutrias, y mantuvo Bedlington Terriers con el fin de ayudarle a cazar. Eran apreciados también por sus propietarios para perseguir conejos y como  perros de carreras, hasta que el Whippet se hizo más popular como perro de carreras y perseguidor.
El nombre Bedlington Terrier fue dado por primera vez a un perro llamado Young Piper, que era propiedad de Joseph Ainsley. Piper fue descrito como el «mejor de su raza» y «tener una reputación de gran valor y coraje». Comenzó a trabajar cazando tejones, desde los ocho meses de edad, y siguió cazando otros animales considerados generalmente como dañinos hasta que se quedó ciego. También es conocido por haber salvar a un niño de un cerdo, manteniendo al animal a raya hasta que llegó la ayuda. Piper murió a los quince años.
Después de esto, la raza continuó ganando popularidad entre los cazadores y otros deportistas de toda la región de Bedlington, gracias a su excelente habilidad para cazar tejones y su capacidad para cubrir amplias zonas de terreno sin cansarse. Durante los primeros años, los perros también fueron utilizados para cazar conejos, nutrias, hurones y zorros. Algunos dueños usaron a sus Bedlington en el brutal «deporte» del pozo de peleas de perros, donde grandes sumas de dinero fueron apostadas por el resultado de esas peleas. Debido a su tenacidad y coraje, una vez envuelto en una pelea, por lo general, el Bedlington luchaba hasta la muerte. Se ha descrito acertadamente como poseedor del corazón de un león en el cuerpo de un cordero —haciendo literal la expresión de un lobo con piel de cordero—.
El Club del Bedlington Terrier fue establecido en 1875. Las primeras muestras que tenían una clase para el Bedlington Terrier se celebraron en 1870 en el condado de Bedlington. Al año siguiente hubo un Bedlington Terrier que ganó como mejor de su clase en una exposición celebrada en The Crystal Palace, donde un perro rojo llamado Miner ganó el primer premio. Miner también ganó una exposición celebrada en Birmingham.
Cabe destacar que a muchos perros durante las primeras exposiciones les fue recortado y teñido el pelaje para aproximarlos al estándar racial y mejorar sus posibilidades de ganar. Se desconoce si los jueces de la época eran conscientes de esta práctica, o si les importaba. La práctica de recortar el pelo finalmente fue aceptada por el Kennel Club, bajo el pretexto de que el recorte se estaba haciendo para «embellecer un perro mostrando su forma y contorno general».

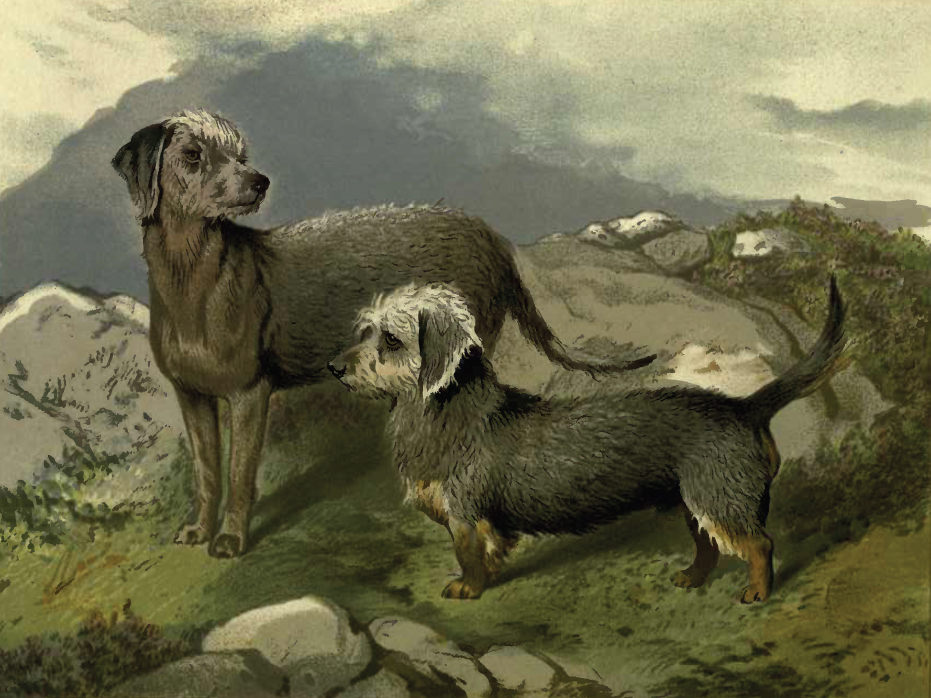
Una pintura de un Bedlington Terrier (izquierda) y un Dandie Dinmont Terrier, alrededor del año 1881.

Los Bedlington están estrechamente relacionados con el Dandie Dinmont terrier. De hecho, el Conde de Antrim una vez exhibió dos terriers de la misma camada, uno en una exposición como un Dandie Dinmont, mientras que el otro ganó una muestra como un Bedlington. El Bedlington Terrier también está relacionado con el Kerry Blue Terrier y el Soft Coated Wheaten terrier. La forma del lomo sugiere que podría estar relacionado con el Whippet y también podría estar relacionado con el Otterhound. De acuerdo al escritor David Brian Plummer, el Bedlington fue cruzado con el Whippet para producir una perro acechador con «más agallas, y extra ánimo de fuego».

## Descripción

### Apariencia
La cabeza del perro debe ser de forma redondeada, sin stop. Sus ojos son almendrados y pequeños. Los belfos están bien ajustados faltando morro. El lomo debe estar arqueado, y el cuerpo debe ser un poco más largo en longitud que en altura. A pesar de que 42 cm de altura a la cruz es la altura preferida para los machos, un rango desde 41 a 44 cm de altura a la cruz se permite, para las hembras, la altura preferida es de 39 cm de altura a la cruz y el rango aceptable es de 38 a 42 cm de altura a la cruz. Ambos sexos deben pesar entre 7,7 y 10 kg. Posee una marcha ligera y elástica.
El Bedlington Terrier ha sido descrito como parecido a un borrego. Al mismo tiempo, Frank Barton dijo que «el Bedlington difícilmente se puede considerar como un perro hermoso». También se ha comparado con una versión en miniatura del Lebrel escocés. George Shields declaró que los perros de extremadamente buena cría poseen el espíritu de un caballo pura sangre de carreras.
Los perros tienen una coloración azul grisácea, hígado o arena, cualquiera de los tres colores pueden tener puntos de color canela. Los Bedlingtons llevan lo que se denomina como el gen dominante gris, un rasgo llevado en el locus G. Este gen hace que los cachorros nazcan con pelaje marrón oscuro o negro para posteriormente irse aclarando hasta tornarse de color gris o hígado conforme maduran. El pelaje del Bedlington crea en la parte superior de la cabeza del perro una forma conocida como copete. Aunque la mayoría de los estándares de la raza modernas exigen que el copete del perro sea menos pesado en proporción a su cuerpo, cuando la raza se estaba formando al principio había por lo menos un criador prominente, el Sr. Pickett, quien creía que la parte superior de la cabeza o copete no debía ser más ligero, sino más amplio.

### Temperamento
Los Bedlington Terriers han sido descritos como perros extremadamente activos, valientes e intrépidos, y tan obstinados que «preferirían morir antes que sucumbir en cualquier situación». El AKC y ASPCA describen a la raza como suave y gentil y la recomiendan para estar con niños. Petfinder lo describe como un perro de familia tranquilo, haciendo hincapié en que podría perseguir animales pequeños fuera, siendo capaz de convivir en armonía —con entrenamiento y socialización adecuados desde temprana edad— con otros animales domésticos en el hogar. También ha sido descrito como juguetón y alegre, pero muy nervioso y excitable, y propenso a ser testarudo. El New Zealand Kennel Club advierte en contra de mantenerlo con perros que tengan personalidades dominantes «ya que una vez desafiados son luchadores feroces, a pesar de su apariencia gentil», pero por lo demás, aclaran, la raza es buena con otros perros.
Algunos criadores, especialmente George Newcombe del Grupo de Trabajo del Club Bedlington Terrier, han argumentado que la capacidad de trabajo y el coraje del Bedlington han disminuido desde que comenzó a ser criado para exposiciones caninas. Incluso, comenta, que el Caniche pudo haber sido introducido en la raza para hacer el manto más fácil de preparar y mantener. George Newcombe, dijo que «el Bedlington Terrier puro ya no puede ser considerado como un perro de trabajo serio» y ha procedido a cruzar a sus perros con Lakeland Terrier, en un intento por traer de vuelta las cualidades de trabajo en el Bedlington.
A nivel de inteligencia el Bedlington Terrier ocupó el puesto 40 en la clasificación de Stanley Coren acerca de la inteligencia de los perros.

### Cuidados.
El pelaje del perro ha sido descrito como lanudo, duro, y de estilo rugoso y también se ha descrito como de textura de pelusa, dando el apodo a la raza de «terrier pelusilla». Frank Barton se refiere al Bedlington Terrier como un «terrier de pelo quebrado». Su pelaje se compone de una combinación de pelos duros y suaves. Es muy difícil conservar la forma y estructura de su manto, incluso para los profesionales, y el mantenimiento del mismo puede ser bastante caro. Los perros con lo que se conoce como «corte de exposición», o preparado para la exhibición canina, no pueden tener pelo que sobresalga más de 2.5 cm de su cuerpo, y el manto debe tener una textura bien definida. Si no se realiza la preparación del manto con regularidad, la condición del pelaje se deteriora rápidamente. Los Bedlington Terriers pertenecen a la categoría de raza hipoalergénica.

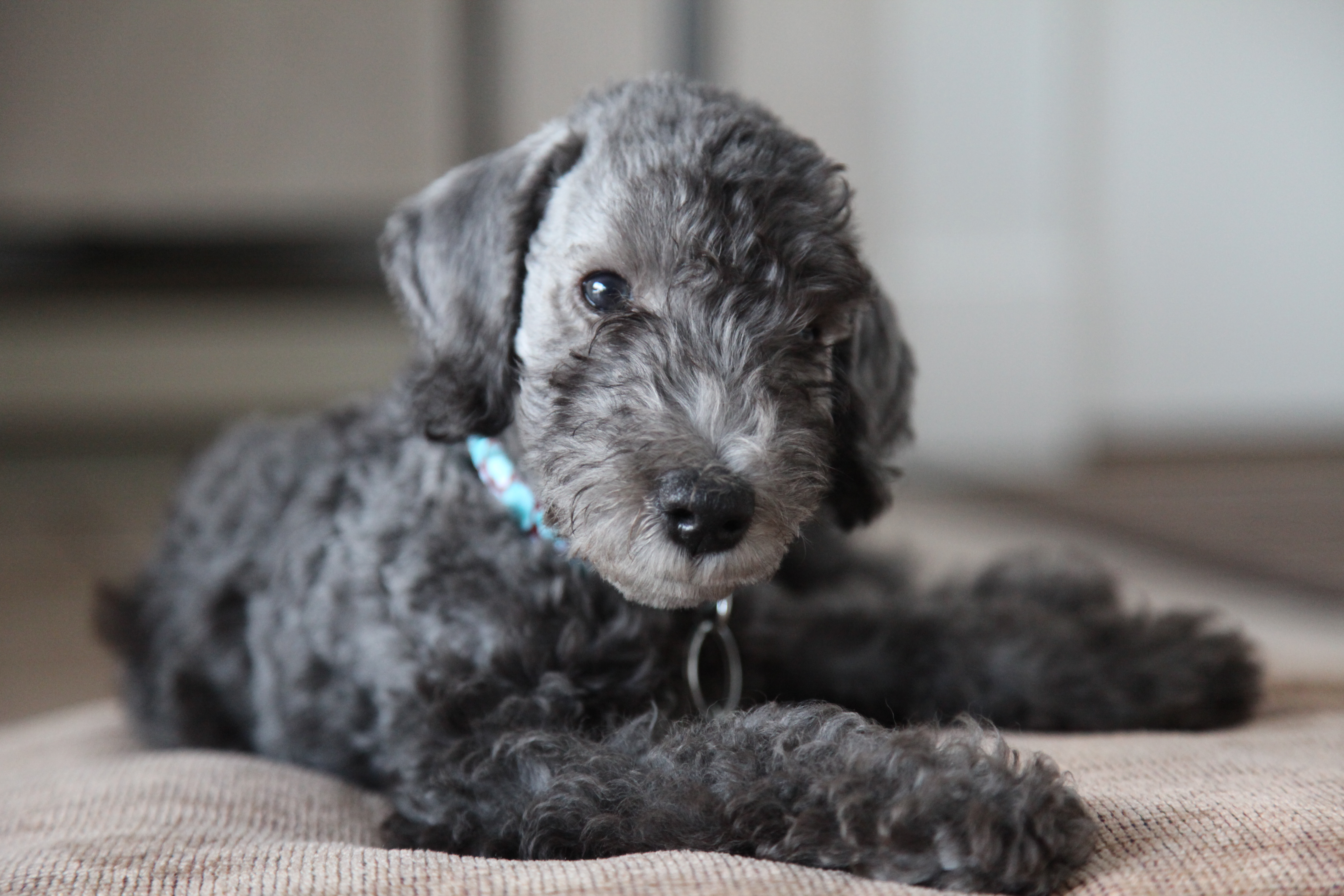
Los Bedlington terrier de cachorros son de color oscuro, pero a medida que maduran su pelaje se aclara.

## Salud

### Mortandad
El promedio de vida del Bedlington Terrier, basado en dos encuestas recientes del Reino Unido, es aproximadamente de 13,5 años, que es mayor que para los perros de raza en general y más tiempo que la mayoría de las razas de tamaño similar. El Bedlington más longevo —de 48 perros fenecidos— en la encuesta de 2004 del Kennel Club de Reino Unido tuvo 18,4 años. Las principales causas de muerte entre los Terriers de Bedlington en el Reino Unido fueron: edad avanzada (23%), urológicas (15%) y hepáticas (12,5%). La principal causa «hepática» de muerte fue intoxicación de cobre. Los perros que murieron de enfermedades del hígado por lo general fallecieron a una edad más joven que la mayoría de los perros que perecieron por otras causas.

### Morbilidad
Los propietarios de Bedlington en el Reino Unido señalaron que los problemas de salud más comunes entre los perros eran: reproductivos, soplos en el corazón, problemas oculares, tales como epífora, displasia retinal, y cataratas. Parecen ser más propensos a estas enfermedades oculares que otras razas. También tienen una alta incidencia de problemas de riñón. La toxicosis de cobre ocurrió entre el 5% de perros que vivían. La consanguinidad es otra preocupación, ya que algunos perros «Han sido criados una y otra vez, lo que es una medida perjudicial». A excepción de estos problemas, los Bedlingtons son generalmente una raza saludable.

### Toxicosis de cobre
La intoxicación de cobre, también conocida como enfermedad de almacenamiento de cobre, y  síndrome por sobrecarga de cobre, es una enfermedad autosómica recesiva que se caracteriza por una acumulación de cobre en el hígado. Está estrechamente relacionada con la enfermedad de Wilson en los seres humanos. Los Bedlington Terriers son más propensos a la intoxicación de cobre que la mayoría de otras razas de perros. El West Highland White Terrier, Skye Terrier, y Doberman Pinscher también son propensos a la enfermedad de almacenamiento de cobre. Los Bedlington Terriers son la única raza de perro que la hemólisis se ha informado, aunque no ha habido ningún informe de participación neurológica de cualquier raza de perro. Los estudios han demostrado que en los Bedlingtons, la enfermedad es causada por una metalotioneína defectuosa que causa lisosoma celular al saturarse con cobre. Esto hace que la célula almacene cobre en su núcleo. Hay tres variantes de la enfermedad:
- Forma asintomática, que ocurre cuando el cobre se acumula pero no hay síntomas clínicos de la enfermedad.[19]
- Forma fulminante, que se observa sobre todo en perros jóvenes, causa la muerte en dos o tres días, y se cree que es causada por el estrés,[19]  y
- Forma crónica, que se caracteriza por un período prolongado de tiempo en el que la enfermedad del hígado provoca lentamente la muerte del perro.[19]

Los Bedlingtons también tienen una tendencia a acumular hierro en el hígado, pero no en la medida con la que acumulan cobre.